# Terra Wortmann Open 2025
Terra Wortmann Open 2025 byl tenisový turnaj na mužském profesionálním okruhu ATP Tour, hraný v areálu arény OWL. Třicátý druhý ročník Halle Open probíhal mezi 16. a 22. červnem 2025 v severoněmeckém Halle na travnatých dvorcích. Generálním partnerem se počtvrté stal výrobce počítačů Terra Wortmann se sídlem v Hüllhorstu.
Turnaj dotovaný 2 522 220 eury patřil do kategorie ATP Tour 500. Nejvýše nasazeným singlistou se stala italská světová jednička a obhájce trofeje Jannik Sinner, který ve druhém kole podlehl Bublikovi. Jako poslední přímý účastník do hlavní soutěže nastoupil 56. hráč žebříčku Fábián Marozsán z Maďarska. V důsledku invaze Ruska na Ukrajinu na konci února 2022 řídící organizace tenisu ATP, WTA a ITF s grandslamy rozhodly, že ruští a běloruští tenisté mohli dále na okruzích startovat, ale do odvolání nikoli pod vlajkami Ruska a Běloruska.
Pátý singlový titul na okruhu ATP Tour vybojoval 28letý Kazachstánec Alexandr Bublik, jenž navázal na výhru z ročníku 2023. Čtyřhru ovládli Kevin Krawietz s Timem Pützem jako první německá dvojice od Kase
s Kohlschreiberem v roce 2009. Společně získali čtvrtou společnou trofej. Obě finále skončila shodným dvousetovým výsledkem.

## Rozdělení bodů a finančních odměn

### Rozdělení bodů
| Soutěž  | Soutěž | vítězové | finalisté | semifinalisté | čtvrtfinalisté | 16 v kole | 32 v kole | Q  | Q2 | Q1 |
| ------- | ------ | -------- | --------- | ------------- | -------------- | --------- | --------- | -- | -- | -- |
| dvouhra | [ 2 ]  | 500      | 330       | 200           | 100            | 25        | 0         | 25 | 13 | 0  |
| čtyřhra | [ 6 ]  | 500      | 300       | 180           | 90             | —         | —         | 45 | 25 | 0  |

### Finanční odměny
| Soutěž                                | Soutěž      | vítězové  | finalisté | semifinalisté | čtvrtfinalisté | 16 v kole | 32 v kole | Q2       | Q1      |
| ------------------------------------- | ----------- | --------- | --------- | ------------- | -------------- | --------- | --------- | -------- | ------- |
| dvouhra                               | [ 2 ] [ 7 ] | 471 755 € | 253 790 € | 135 255 €     | 69 100 €       | 36 885 €  | 19 670 €  | 10 080 € | 5 655 € |
| čtyřhra                               | [ 6 ]       | 154 930 € | 82 620 €  | 41 800 €      | 20 910 €       | 10 820 €  | —         | —        | —       |
| částky ve čtyřhře jsou uvedeny na pár |             |           |           |               |                |           |           |          |         |

## Dvouhra

### Nasazení hráčů
| Země                          | Hráč                | ATP | Nasazení |
| ----------------------------- | ------------------- | --- | -------- |
| Itálie                        | Jannik Sinner       | 1.  | 1.       |
| Německo                       | Alexander Zverev    | 3.  | 2.       |
|                               | Daniil Medveděv     | 11. | 3.       |
|                               | Andrej Rubljov      | 15. | 4.       |
| Argentina                     | Francisco Cerúndolo | 17. | 5.       |
| Francie                       | Ugo Humbert         | 20. | 6.       |
| Česko                         | Tomáš Macháč        | 22. | 7.       |
|                               | Karen Chačanov      | 24. | 8.       |
| Žebříček ATP k 9. červnu 2025 |                     |     |          |

### Jiné formy účasti na turnaji
Následující hráči obdrželi divokou kartu:
- Daniel Altmaier
- João Fonseca
- Jan-Lennard Struff

Následující hráči postoupili z kvalifikace:
- Benjamin Bonzi
- Laslo Djere
- Yannick Hanfmann
- Sebastian Ofner

Následující hráči postoupil z kvalifikace jako šťastný poražený:
- Jesper de Jong

### Odhlášení
před zahájením turnaje
- Arthur Fils → nahradil jej  Zizou Bergs
- Tallon Griekspoor → nahradil jej  Quentin Halys
- Hubert Hurkacz → nahradil jej  Jesper de Jong
- Alejandro Tabilo → nahradil jej  Alexandr Bublik

## Čtyřhra

### Nasazení párů
| Země                                                                      | Hráč               | Země    | Hráč             | ATP | Nasazení |
| ------------------------------------------------------------------------- | ------------------ | ------- | ---------------- | --- | -------- |
| Německo                                                                   | Kevin Krawietz     | Německo | Tim Pütz         | 11. | 1.       |
| Itálie                                                                    | Simone Bolelli     | Itálie  | Andrea Vavassori | 25. | 2.       |
| USA                                                                       | Christian Harrison | USA     | Evan King        | 39. | 3.       |
| Francie                                                                   | Sadio Doumbia      | Francie | Fabien Reboul    | 50. | 4.       |
| Žebříček ATP k 9. červnu 2025; číslo je součtem umístění obou členů páru. |                    |         |                  |     |          |

### Jiné formy účasti
Následující páry obdržely divokou kartu:
- João Fonseca /  Petros Tsitsipas
- Max Schönhaus /  Jan-Lennard Struff

Následující pár postoupil z kvalifikace:
- Francisco Cabral /  Lucas Miedler

### Odhlášení
před začátkem turnaje
- Hubert Hurkacz /   Karen Chačanov → nahradili je Karen Chačanov /  Alex Michelsen

## Přehled finále

### Mužská dvouhra
- Alexandr Bublik vs.   Daniil Medveděv, 6–3, 7–6(7–4)

### Mužská čtyřhra
- Kevin Krawietz /  Tim Pütz vs.  Simone Bolelli /  Andrea Vavassori, 6−3, 7−6(7−4)